# Tanguy Coulibaly
Tanguy Coulibaly (ur. 18 lutego 2001 w Sèvres) – francuski piłkarz iworyjskiego pochodzenia występujący na pozycji napastnika we francuskim klubie Montpellier. Wychowanek Paris Saint-Germain.

## Kariera klubowa
Swoją karierę rozpoczynał w akademii Paris Saint Germain. W 2018 roku występował Liga Młodzieżowa UEFA. Zaliczył w niej 7 występów i strzelił jedną bramkę.
W 2019 roku został kupiony przez niemiecki VFB Stuttgart. Swój debiut w profesjonalnym futbolu zaliczył 20 października 2019 roku w meczu przeciwko Holstein Kiel, który zakończył się przegraną Stuttgartu wynikiem 0:1. Łącznie w ciągu czterech lat rozegrał 68 meczów, strzelił 6 bramek i zaliczył 3 asysty. 1 lipca 2023 roku rozwiązał kontrakt z klubem.
4 grudnia 2023 roku trafił do francuskiego Montpellier. Swój debiut zaliczył 17 grudnia w meczu przeciwko FC Metz, który zakończył się zwycięstwem 1:0 na konto Montpellier.